# Робинсон, Джеймс (экономист)
Джеймс Алан Робинсон (род. 1960) — британский экономист и исследователь в области политики, профессор Школы публичной политики имени Харриса (Чикагский университет) с 2015 года, ранее преподавал в Гарвардском университете (2004—2015 годы). Робинсон также преподавал в Калифорнийском университете в Беркли, Университете Южной Калифорнии и Университете Мельбурна. Робинсон — соавтор (вместе с Дароном Аджемоглу) книги «Почему одни страны богатые, а другие бедные». Лауреат Нобелевской премии по экономике 2024 года «за исследования формирования институтов и их влияния на благосостояние».

## Биография
Джеймс Робинсон изучал экономику в Лондонской школе экономики и политических наук (BSc — бакалавр наук, 1982 год), Уорикском университете (магистр, 1986 год) и Йельском университете (PhD, 1993 год).
В 1992—1995 годах преподавал в Университете Мельбурна.
В 1995—1999 годах ассистент-профессор в Университете Южной Калифорнии.
В 1999—2004 годах работал в Калифорнийском университете в Беркли, сначала ассистент-профессор, с 2001 года — ассоциированный профессор.
В 2004 году был назначен профессором кафедры государственного управления в Гарварде. 1 июля 2015 года Робинсон был назначен профессором Школы публичной политики им. Харриса (Университет Чикаго).
Основные научные интересы — сравнительный экономический анализ и политическое развитие в долгосрочном периоде, в частности процессы в Латинской Америке и Африке южнее Сахары.
9 мая 2016 года профессор Робинсон в ходе своего первого посещения Монголии стал почётным доктором её Национального университета.
В октябре 2024 года получил Нобелевскую премию по экономике «за исследования формирования институтов и их влияния на благосостояние» вместе с Дароном Аджемоглу и Саймоном Джонсоном.

## Публикации
- The Role of Elites in Economic Development (англ.) / Alice Amsden, Alisa De Caprio, James A. Robinson, eds. — Oxford: Oxford University Press, 2012. — ISBN 978-0-19-965903-6.
- Daron Acemoglu, James A. Robinson. Why Nations Fail (англ.). — New York: Crown Business[англ.], 2012. — ISBN 978-0307719218.
  - Аджемоглу, Дарон, Джеймс Робинсон. Почему одни страны богатые, а другие бедные. Происхождение власти, процветания и нищеты. — М.: АСТ, 2016. — ISBN 978-5-17-092736-4, 0-307-71921-9.
- Natural Experiments of History / James A. Robinson, Jared Diamond, eds. — Cambridge, MA: Harvard University Press, 2010. — ISBN 0-674-03557-7.
- James A. Robinson, Daron Acemoglu. Economic Origins of Dictatorship and Democracy (англ.). — Cambridge, UK: Cambridge University Press, 2006. — ISBN 0-521-67142-6.
  - Асемоглу Д., Робинсон Дж. А. Экономические истоки диктатуры и демократии = Economic Origins of Dictatorship and Democracy. — М.: Издательский дом Высшей школы экономики, 2015. — 512 с. — ISBN 978-5-7598-0825-1.
- Асемоглу Д., Робинсон Дж. А. Узкий коридор = The Narrow Corridor: States, Societies, and the Fate of Liberty (2019). — М.: АСТ, 2021. — 704 с. — ISBN 978-5-17-121833-1.

## Награды и отличия
- Премия по экономике памяти Альфреда Нобеля (2024)